# Epsom
|  | Per a altres significats, vegeu «Operació Epsom». |

Epsom és un poble del Comtat de Merrimack (estat de Nou Hampshire, Estats Units d'Amèrica).

## Demografia
Segons el cens del 2000, Epsom tenia 4.021 habitants, 1.491 habitatges, i 1.103 famílies. La densitat de població era de 45,4 habitants per km².
Dels 1.491 habitatges en un 34,2% hi vivien nens de menys de 18 anys, en un 64% hi vivien parelles casades, en un 6,9% dones solteres, i en un 26% no eren unitats familiars. En el 19,7% dels habitatges hi vivien persones soles el 7,4% de les quals corresponia a persones de 65 anys o més que vivien soles. El nombre mitjà de persones vivint en cada habitatge era de 2,62 i el nombre mitjà de persones que vivien en cada família era de 3,01.
Per edats la població es repartia de la següent manera: un 24,5% tenia menys de 18 anys, un 5,3% entre 18 i 24, un 30,9% entre 25 i 44, un 25,4% de 45 a 60 i un 14% 65 anys o més.
L'edat mediana era de 39 anys. Per cada 100 dones de 18 o més anys hi havia 89,8 homes.
La renda mediana per habitatge era de 50.685$ i la renda mediana per família de 56.875$. Els homes tenien una renda mediana de 40.995$ mentre que les dones 27.106$. La renda per capita de la població era de 22.026$. Entorn de l'1,9% de les famílies i el 3,1% de la població estaven per davall del llindar de pobresa.